# 泊居支廳
泊居支廳（日语：〔〕／ Tomarioru shichō */?），為日本過去治理庫頁島時所設置的樺太廳下的支廳，管轄樺太地方的西北部。支廳所在地位於泊居町。於1942年11月樺太廳進行最後一次支廳重編之後被併入真岡支廳。

## 历史
- 1908年12月：真岡支廳的北部區域分割設置為名好支廳。
- 1913年6月：真岡支廳轄下泊居出張所、久春內出張所管轄範圍改隸屬名好支廳，並將名好支廳更名為久春內支廳。[1]
- 1913年10月：更名為泊居支廳。
- 1915年6月：實施郡町村制，轄下設置泊居郡、久春內郡、鵜城郡、名好郡。
- 1922年10月：樺太廳進行支廳重編，將鵜城郡、名好郡分割設置鵜城支廳。
- 1924年12月：鵜城支廳廢除，併回泊居支廳。
- 1940年1月：將北部的鵜城郡、名好郡及久春內郡珍內町分割設置為惠須取支廳。
- 1942年11月：樺太廳進行支廳重編，泊居支廳被廢除並併入真岡支廳。

### 沿革
| 時間       | 行政劃分 | 行政劃分   | 行政劃分 | 行政劃分 | 行政劃分 | 行政劃分 | 行政劃分 | 行政劃分 | 行政劃分 | 行政劃分   | 行政劃分   |
| 1907年4月  | 大泊支廳 | 大泊支廳   | 豐原支廳 | 豐原支廳 | 豐原支廳 | 豐原支廳 | 豐原支廳 | 真岡支廳 | 真岡支廳 | 真岡支廳   | 真岡支廳   |
| 1908年4月  | 大泊支廳 | 大泊支廳   | 豐原支廳 | 豐原支廳 | 豐原支廳 | 敷香支廳 | 敷香支廳 | 真岡支廳 | 真岡支廳 | 真岡支廳   | 名好支廳   |
| 1913年6月  | 大泊支廳 | 大泊支廳   | 豐原支廳 | 豐原支廳 | 豐原支廳 | 敷香支廳 | 敷香支廳 | 真岡支廳 | 真岡支廳 | 久春內支廳 | 久春內支廳 |
| 1913年10月 | 大泊支廳 | 大泊支廳   | 豐原支廳 | 豐原支廳 | 豐原支廳 | 敷香支廳 | 敷香支廳 | 真岡支廳 | 真岡支廳 | 泊居支廳   | 泊居支廳   |
| 1922年10月 | 大泊支廳 | 留多加支廳 | 豐原支廳 | 豐原支廳 | 元泊支廳 | 元泊支廳 | 敷香支廳 | 本斗支廳 | 真岡支廳 | 泊居支廳   | 鵜城支廳   |
| 1924年12月 | 大泊支廳 | 大泊支廳   | 豐原支廳 | 豐原支廳 | 元泊支廳 | 元泊支廳 | 敷香支廳 | 本斗支廳 | 真岡支廳 | 泊居支廳   | 泊居支廳   |
| 1937年7月  | 大泊支廳 | 大泊支廳   | 豐榮支廳 | 豐原市   | 元泊支廳 | 元泊支廳 | 敷香支廳 | 本斗支廳 | 真岡支廳 | 泊居支廳   | 泊居支廳   |
| 1940年1月  | 大泊支廳 | 大泊支廳   | 豐榮支廳 | 豐原市   | 元泊支廳 | 元泊支廳 | 敷香支廳 | 本斗支廳 | 真岡支廳 | 泊居支廳   | 惠須取支廳 |
| 1942年11月 | 豐原支廳 | 豐原支廳   | 豐原支廳 | 豐原支廳 | 敷香支廳 | 敷香支廳 | 敷香支廳 | 真岡支廳 | 真岡支廳 | 真岡支廳   | 惠須取支廳 |
| 1949年6月  | 廢除     | 廢除       | 廢除     | 廢除     | 廢除     | 廢除     | 廢除     | 廢除     | 廢除     | 廢除       | 廢除       |